# Горњак (ветар)
Горњак (горски ветар, ноћник, катабатички ветар) је врста ветра који у току ноћи дува са планинских врхова где је поље високог ваздушног притиска, ка пољу ниског притиска, које се налази у долини.